# Јужноафричка Република на Летњим олимпијским играма 1904.
Јужноафричка Република (Јужна Африка-држава).се први пут појавила на Олимпијским играма 1904. године и од тада је Јужноафричка Република слала своје спортисте на све наредних одржане Летњих олимпијада до 1960. године..
На ове игре Јужна Африка је послала осам спортиста који су се такмичили у две спортске гране у маратону и надвлачењу конопца. Јужна Африка на овим играма није освојила ни једну медаљу.

## Учесници по спортовима
| Спорт              | Мушкарци | Жене | Укупно |
| ------------------ | -------- | ---- | ------ |
| Атлетика           | 3        | 0    | 3      |
| Надвлачење конопца | 5        | 0    | 5      |
| Укупно(2)          | 8        | 0    | 8      |

## Резултати

### Атлетика
| дисциплина | позиција | атлетичар   | резултат |
| ---------- | -------- | ----------- | -------- |
|            |          |             |          |
| маратон    | 9.       | Лен Тау     | нп       |
| маратон    | 12.      | Џан Машиани | нп       |
| маратон    | —        | Берти Харис | одустао  |
|            |          |             |          |

### Надвлачење конопца
| дисциплина         | такмичар                                                                                             | четвртфинале | полуфинале | финале   | полуфинале за сребро | финале за сребро |
| ------------------ | --- | ------------ | ---------- | -------- | -------------------- | ---------------- |
| надвлачење конопца | Уједињено Краљевство - Паулус Висер - Питер Хиленс - Питер Ломбард - Кристофер Волкер - Јоханес Шуте | 1 изгубили   | изгубили   | изгубили | изгубили             | изгубили         |